# Kaldyčeŭské jezero
Kaldyčeŭské jezero (bělorusky Калдычэўскае возера) je jezero v Bělorusku, v Baranavickém rajónu Brestské oblasti, 16 km od města Baranavičy a 120 km jihozápadně od hlavního města Minsku. Rozprostírá se na ploše o rozloze 49 ha. Z jezera vytéká řeka Ščara. Rekultivace v roce 1976 výrazně snížit plochu a hloubku jezera a po rekultivaci začala voda proudit z odvodňovacích kanálů na území bývalých Karycinských bažin.
Jezero se nachází 180 metrů nad hladinou moře. Nejvyšší bod v blízkosti se nachází 215 metrů nad hladinou moře asi 1,8 km západně od jezera. Táhne se 0,7 kilometrů ve směru sever-jih a 0,7 km ve směru východ-západ. V jeho okolí se rozprostírá převážně zemědělská půda. Oblast kolem jezera je poměrně hustě obydlená, s 96 obyvateli na kilometr čtvereční. Okolí je součástí hemiboreálního klimatického pásma. Průměrná roční teplota v oblasti činí 5 °C. Nejteplejším měsícem je červenec, kdy je průměrná teplota 19 °C a nejchladnější je leden s –11 °C.
Jezero leží mezi obcemi Kaldyčeva, Mjadzeněvičy, Vojkavičy, Arabaŭščyna. Během první světové války se nacházela na jezeře přední frontová linie a v jeho okolí proběhla Baranavická operace (též známá jako Skrobava-Haradziščanská operace).